# Scelio chortoicetes
Scelio chortoicetes är en stekelart som beskrevs av Walter Wilson Froggatt 1910. Scelio chortoicetes ingår i släktet Scelio och familjen Scelionidae. Inga underarter finns listade i Catalogue of Life.